# Microcreagrina madeirensis
Microcreagrina madeirensis es una especie de arácnido del orden Pseudoscorpionida de la familia Syarinidae.

## Distribución geográfica
Se encuentra en las Islas Madeira.